# Acalypha pulchrespicata
Acalypha pulchrespicata é uma espécie de flor do gênero Acalypha, pertencente à família Euphorbiaceae.